# Danh sách đĩa nhạc của Tiffany Hwang
Tiffany Hwang (nay là Tiffany Young, tên khai sinh Stephanie Young Hwang) là một ca sĩ người Mỹ hoạt động tại Hàn Quốc. Danh sách đĩa nhạc của cô bao gồm 2 EP, mười một đĩa đơn và mười hai bài hát nhạc phim. Cô ra mắt công chúng với tư cách là thành viên nhóm nhạc nữ Girls' Generation vào tháng 8 năm 2007 và bắt đầu hoạt động với tư cách là một ca sĩ solo từ tháng 5 năm 2016.

## Đĩa mở rộng
| Tên                                                             | Chi tiết                                                                                       | Vị trí xếp hạng cao nhất | Vị trí xếp hạng cao nhất | Vị trí xếp hạng cao nhất | Vị trí xếp hạng cao nhất | Vị trí xếp hạng cao nhất | Vị trí xếp hạng cao nhất | Doanh số                    |
| Tên                                                             | Chi tiết                                                                                       | Hàn                      | Nhật                     | ĐL                       | Mỹ Heat.                 | Mỹ Ind.                  | Mỹ World                 | Doanh số                    |
| --------------------------------------------------------------- | ---------------------------------------------------------------------------------------------- | ------------------------ | ------------------------ | ------------------------ | ------------------------ | ------------------------ | ------------------------ | --------------------------- |
| I Just Wanna Dance                                              | - Phát hành: 11 tháng 5 năm 2016 - Hãng: SM Entertainment - Định dạng: CD, tải nhạc, streaming | 3                        | 41                       | 2                        | 10                       | 49                       | 3                        | - Hàn: 66,549 - Nhật: 4,281 |
| Lips on Lips                                                    | - Phát hành: 22 tháng 2 năm 2019 - Hãng: Transparent Arts - Định dạng: CD, tải nhạc, streaming | 8                        | —                        | —                        | 9                        | 30                       | —                        | - Hàn: 10,564 - Mỹ: 1,000   |
| "—" cho biết đĩa không ra mắt hay được xếp hạng tại khu vực đó. |                                                                                                |                          |                          |                          |                          |                          |                          |                             |

## Đĩa đơn

### Với tư cách ca sĩ chính
| Bài hát                                           | Năm  | Thứ hạng cao nhất | Thứ hạng cao nhất | Doanh số (tải về) | Album              |
| Bài hát                                           | Năm  | HQ Gaon           | Mỹ World          | Doanh số (tải về) | Album              |
| ------------------------------------------------- | ---- | ----------------- | ----------------- | ----------------- | ------------------ |
| "I Just Wanna Dance"                              | 2016 | 10                | 8                 | - HQ: 161,180     | I Just Wanna Dance |
| "Heartbreak Hotel" (hợp tác với Simon Dominic)    | 2016 | —                 | —                 |                   | Non-album single   |
| "—" cho biết bài hát không lọt vào bảng xếp hạng. |      |                   |                   |                   |                    |

### Cộng tác
| Bài hát                                                                                | Năm  | Thứ hạng cao nhất | Doanh số (tải về) | Album                                   |
| Bài hát                                                                                | Năm  | HQ Gaon           | Doanh số (tải về) | Album                                   |
| -------------------------------------------------------------------------------------- | ---- | ----------------- | ----------------- | --------------------------------------- |
| "Love Hate" (với Jessica và Seohyun)                                                   | 2008 | —                 | —                 | Non-album single                        |
| "Mabinogi" (với Jessica và Seohyun)                                                    | 2008 | —                 | —                 | Non-album single                        |
| "Cabi Song" (với Taeyeon, Jessica, Sunny, Yuri, Seohyun, Chansung, Jun. K và Taecyeon) | 2010 | —                 | —                 | Non-album single                        |
| "You Are A Miracle" (với nhiều nghệ sĩ)                                                | 2013 | 32                | - HQ: 53,496+     | 2013 SBS Gayo Daejun Friendship Project |
| "Talk About Love" (với nhiều nghệ sĩ)                                                  | 2014 | —                 | —                 | Non-album single                        |
| "—" cho biết bài hát không lọt vào bảng xếp hạng.                                      |      |                   |                   |                                         |

### Với tư cách ca sĩ khách mời
| Bài hát                                                       | Năm  | Thứ hạng cao nhất | Doanh số (tải về) | Album              |
| Bài hát                                                       | Năm  | HQ Gaon           | Doanh số (tải về) | Album              |
| ------------------------------------------------------------- | ---- | ----------------- | ----------------- | ------------------ |
| "The Secret" (Kim Dong-wan hợp tác với Tiffany)               | 2008 | —                 | —                 | The Secret         |
| "A Girl, Meets Love" (K.Will hợp tác với Tiffany)             | 2009 | —                 | —                 | Dropping the Tears |
| "Feeling Only You" (The Blue hợp tác với Tiffany và Sooyoung) | 2009 | —                 | —                 | The First Memories |
| "QnA" (Han Hee-joon hợp tác với Tiffany)                      | 2015 | —                 | —                 | Non-album single   |
| "—" cho biết bài hát không lọt vào bảng xếp hạng.             |      |                   |                   |                    |

## Bài hát nhạc phim
| Bài hát                                                    | Năm  | Thứ hạng cao nhất | Doanh số (tải về) | Album                                         |
| Bài hát                                                    | Năm  | HQ Gaon           | Doanh số (tải về) | Album                                         |
| ---------------------------------------------------------- | ---- | ----------------- | ----------------- | --------------------------------------------- |
| "Touch the Sky" (với Taeyeon, Jessica, Sunny và Seohyun)   | 2007 | —                 | —                 | Thirty Thousand Miles in Search of My Son OST |
| "The Little Boat" (với Taeyeon, Jessica, Sunny và Seohyun) | 2008 | —                 | —                 | Hong Gildong OST                              |
| "By Myself"                                                | 2009 | —                 | —                 | Ja Myung Go OST                               |
| "Motion" (với Taeyeon, Jessica, Sunny và Seohyun)          | 2009 | —                 | —                 | Heading to the Ground OST                     |
| "Ring"                                                     | 2010 | 26                | —                 | Haru OST                                      |
| "Haechi" (với Taeyeon, Jessica, Sunny và Seohyun)          | 2010 | —                 | —                 | My Friend Haechi                              |
| "Because It's You"                                         | 2012 | 42                | - HQ: 95,908+     | Love Rain OST                                 |
| "Rise và Shine" (với Kyuhyun)                              | 2012 | 37                | - HQ: 140,294+    | To the Beautiful You OST                      |
| "One Step Closer"                                          | 2013 | 39                | - HQ: 100,049+    | All About My Romance OST                      |
| "Cheap Creeper" (với Taeyeon, Jessica, Sunny và Seohyun)   | 2014 | —                 | —                 | Make Your Move OST                            |
| "Good Life" (với Henry)                                    | 2014 | —                 | —                 | Final Recipe OST                              |
| "Only One"                                                 | 2015 | 90                | - HQ: 18,141+     | Blood OST                                     |
| "—" cho biết bài hát không lọt vào bảng xếp hạng.          |      |                   |                   |                                               |

## Các bài hát lọt vào bảng xếp hạng khác
| Bài hát                                           | Năm  | Peak chart position | Peak chart position | Doanh số (tải về) | Album              |
| Bài hát                                           | Năm  | HQ Gaon             | Mỹ World            | Doanh số (tải về) | Album              |
| ------------------------------------------------- | ---- | ------------------- | ------------------- | ----------------- | ------------------ |
| "Talk to Me" (với Jessica)                        | 2010 | 28                  | —                   | —                 | Oh!                |
| "Lost in Love" (với Taeyeon)                      | 2013 | 30                  | —                   | - HQ: 172,408+    | I Got a Boy        |
| "Talk"                                            | 2016 | 79                  | —                   | - HQ: 31,097+     | I Just Wanna Dance |
| "What Do I Do"                                    | 2016 | —                   | 14                  | - HQ: 22,337+     | I Just Wanna Dance |
| "—" cho biết bài hát không lọt vào bảng xếp hạng. |      |                     |                     |                   |                    |

## Video âm nhạc
| Năm  | Tên                  | Director |
| ---- | -------------------- | -------- |
| 2016 | "I Just Wanna Dance" | —        |
| 2016 | "Heartbreak Hotel"   | —        |